# Caça ao bisão

Sequência animada de um búfalo (bisão-americano) galopando

A caça ao bisão (caça ao bisão-americano, também comumente conhecido como "búfalo americano"), era uma atividade fundamental para a economia e a sociedade dos povos indígenas das planícies que habitavam as vastas pastagens nas "Planícies Interiores" da América do Norte, antes que o animal chegasse à quase extinção no final do século XIX após a expansão dos Estados Unidos para o Oeste. A caça ao bisão foi uma importante prática espiritual e fonte de recursos para esses grupos, especialmente depois que a introdução europeia do cavalo nos séculos XVI a XVIII possibilitou novas técnicas de caça. O declínio dramático da espécie foi o resultado da perda de habitat devido à expansão da pecuária e agricultura no oeste da América do Norte, caça em escala industrial praticada por caçadores não indígenas, aumento da pressão de caça indígena devido à demanda não indígena por couro e carne de bisão e casos de política deliberada de governos colonizadores para destruir a fonte de alimento dos povos indígenas nativos em tempos de conflito.

## Histórico

### Antecedentes

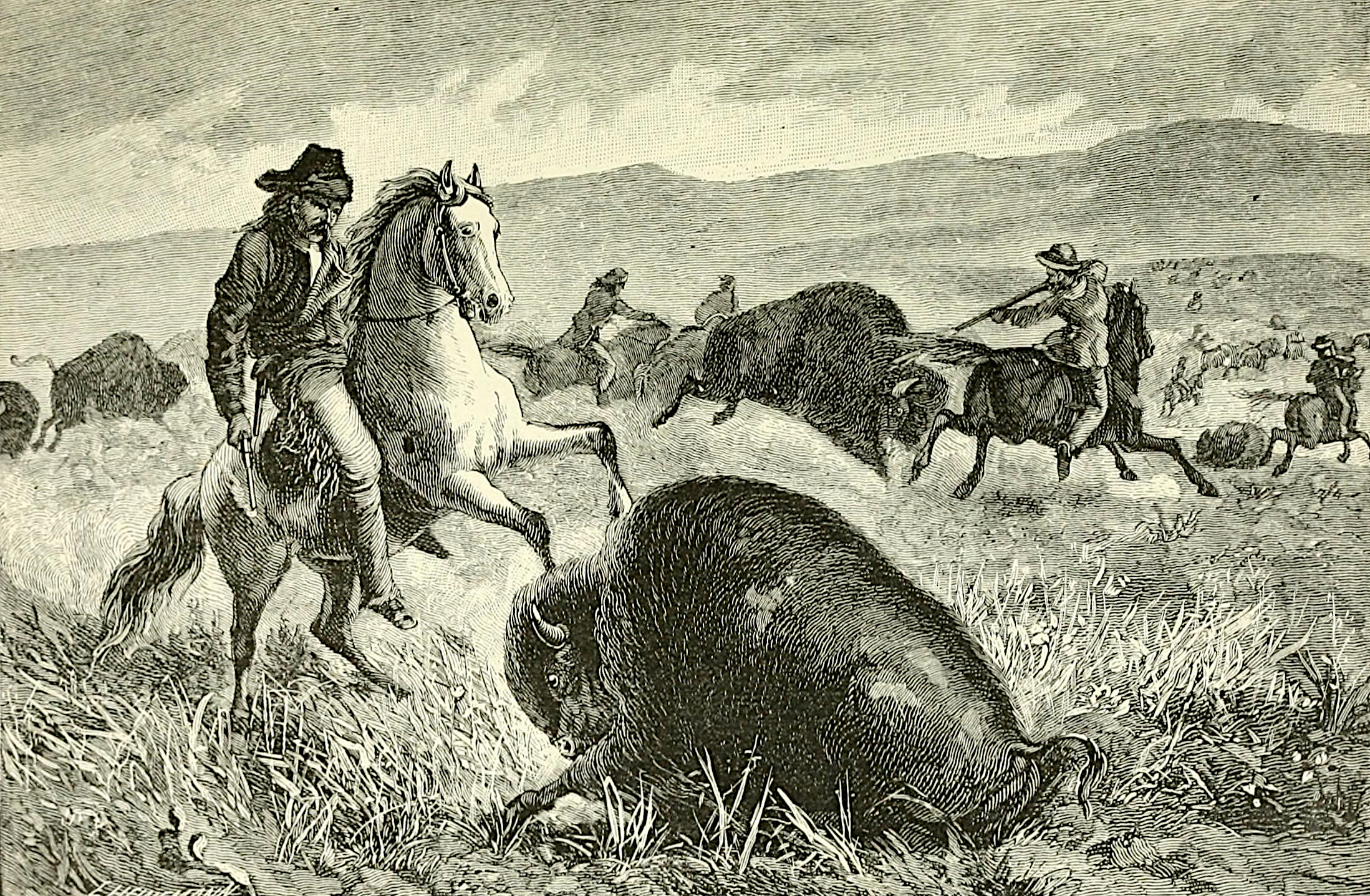
Ilustração de uma caçada aos bisões americanos

O bisão da estepe (Bison priscus) foi encontrado na América do Norte há mais de um milhão de anos, bem antes da chegada dos primeiros humanos. Acredita-se que ele tenha evoluído para o bisão gigante da Idade do Gelo (Bison latifrons), que viveu de 200.000 a 30.000 anos atrás. Por sua vez, foi substituído por Bison occidentalis, que se acredita ter vindo da Eurásia, e Bison antiquus, que evoluiu separadamente do Bison priscus. Acredita-se que os primeiros humanos que chegaram na América do Norte, os Paleo-índios, caçaram essas duas últimas espécies (occidentalis e antiquus), mas não dependeram delas para a exclusão de outros grandes mamíferos herbívoros, como mamutes, mastodontes, camelos, cavalos e preguiças gigantes. Por volta de 11.000-10.000 anos atrás, no entanto, a maioria das grandes espécies de caça na América do Norte foi extinta, possivelmente devido à caça excessiva ou alguma combinação deste e de outros fatores. Um dos poucos sobreviventes foi Bison antiquus, mas seu tamanho médio diminuiu até que evoluiu para o bisão americano moderno menor, cerca de 5.000 anos atrás.

## Caça ao bisão em planícies nativas americanas

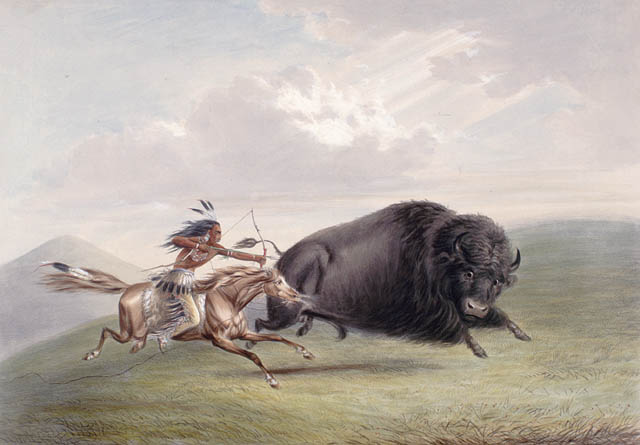
Uma caça ao bisão retratada por George Catlin

O bisão americano moderno é dividido em duas subespécies, o bisão de madeira nas florestas boreais do que hoje é o Canadá e o bisão das planícies nas pradarias que se estendem do Canadá ao México. A subespécie das planícies tornou-se o animal dominante das pradarias da América do Norte, onde os bisões eram uma espécie-chave, cuja pressão de pastoreio e pisoteamento foi uma força que moldou a ecologia das Grandes Planícies tão fortemente quanto os incêndios periódicos nas pradarias e que foram fundamentais para a sobrevivência de muitos índios americanos das Grandes Planícies. Para os índios das aldeias produtoras de milho, era uma valiosa segunda fonte de alimento. No entanto, agora há alguma controvérsia sobre sua interação. Charles C. Mann escreveu em 1491: Novas revelações das Américas antes de Colombo, páginas 367 ff, "A expedição de Hernando De Soto cambaleou pelo sudeste por quatro anos no início do século XIV e viu hordas de pessoas, mas aparentemente não viu uma única búfalo." Mann discutiu a evidência de que os nativos americanos não apenas criaram (pelo uso seletivo do fogo) as grandes pastagens que forneciam o habitat ideal para os bisões, mas também mantinham a população de bisões regulamentada. Nessa teoria, foi somente quando a população humana original foi devastada por onda após onda de epidemia (de doenças dos europeus) após o século XVI que os rebanhos de bisões se propagaram de forma selvagem. Nessa visão, os mares de rebanhos de bisões que se estendiam até o horizonte eram um sintoma de uma ecologia desequilibrada, apenas tornada possível por décadas de chuvas mais pesadas do que a média. Outras evidências da chegada por volta de 1550-1600 nas savanas da costa leste incluem a falta de lugares que os nativos do sudeste batizaram em homenagem aos búfalos. Bisões foram as espécies mais numerosas de grandes mamíferos selvagens na Terra.
Russel Means afirma que os bisões foram mortos usando um método que os coiotes implementaram. Os coiotes às vezes cortam um bisão do rebanho e o perseguem em círculo até que o animal desmaie ou desista devido à exaustão.

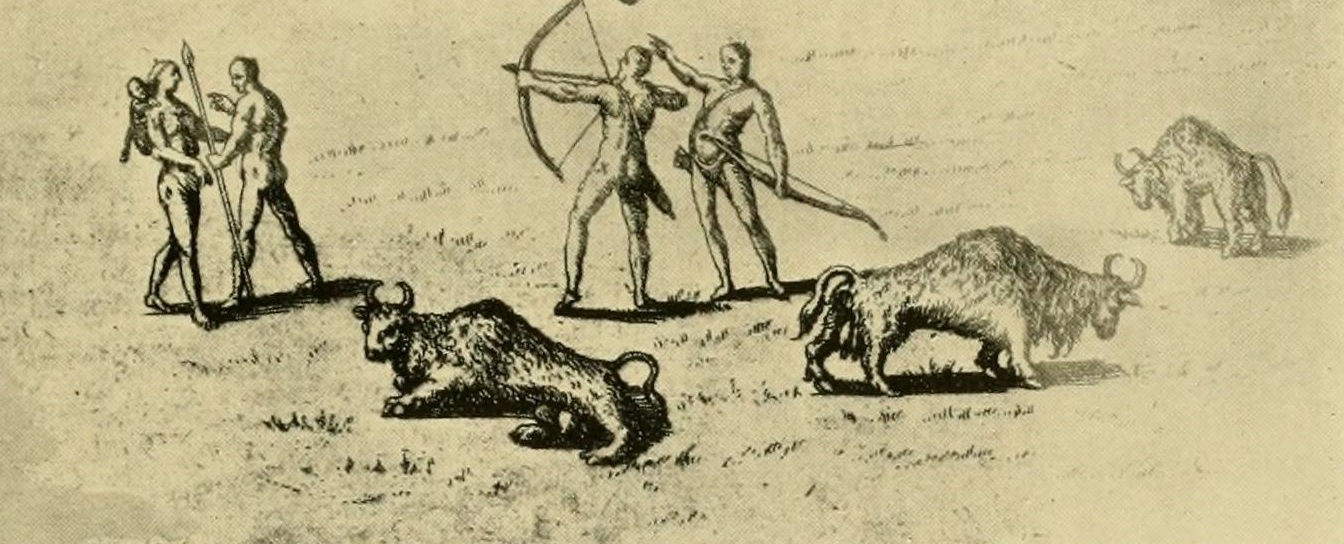
"Bisão e índios" de De Bry, 1595. Pedro Castaneda, um soldado com Coronado nas Planícies do Sul em 1542, comparou o bisão com "peixe no mar".

Trabalhando a pé, alguns grupos de nativos americanos às vezes usavam fogueiras para canalizar uma manada inteira de búfalos para um penhasco, matando muito mais do que podiam usar. O sítio arqueológico Olsen-Chubbuck, no Colorado, revela algumas técnicas, que podem ou não ter sido amplamente utilizadas. O método envolve esfolar as costas para chegar à carne macia logo abaixo da superfície, a área conhecida como "área hachurada". Após a remoção da área hachurada, as patas dianteiras são cortadas, bem como as omoplatas. Isso expõe a carne da corcova (no Bisão de Madeira), bem como a carne das costelas e os órgãos internos do Bisão. Depois que tudo foi exposto, a coluna foi cortada e a pélvis e as patas traseiras removidas. Finalmente, o pescoço e a cabeça foram removidos como um só. Isso permitiu que a carne dura fosse seca e transformada em pemmican.

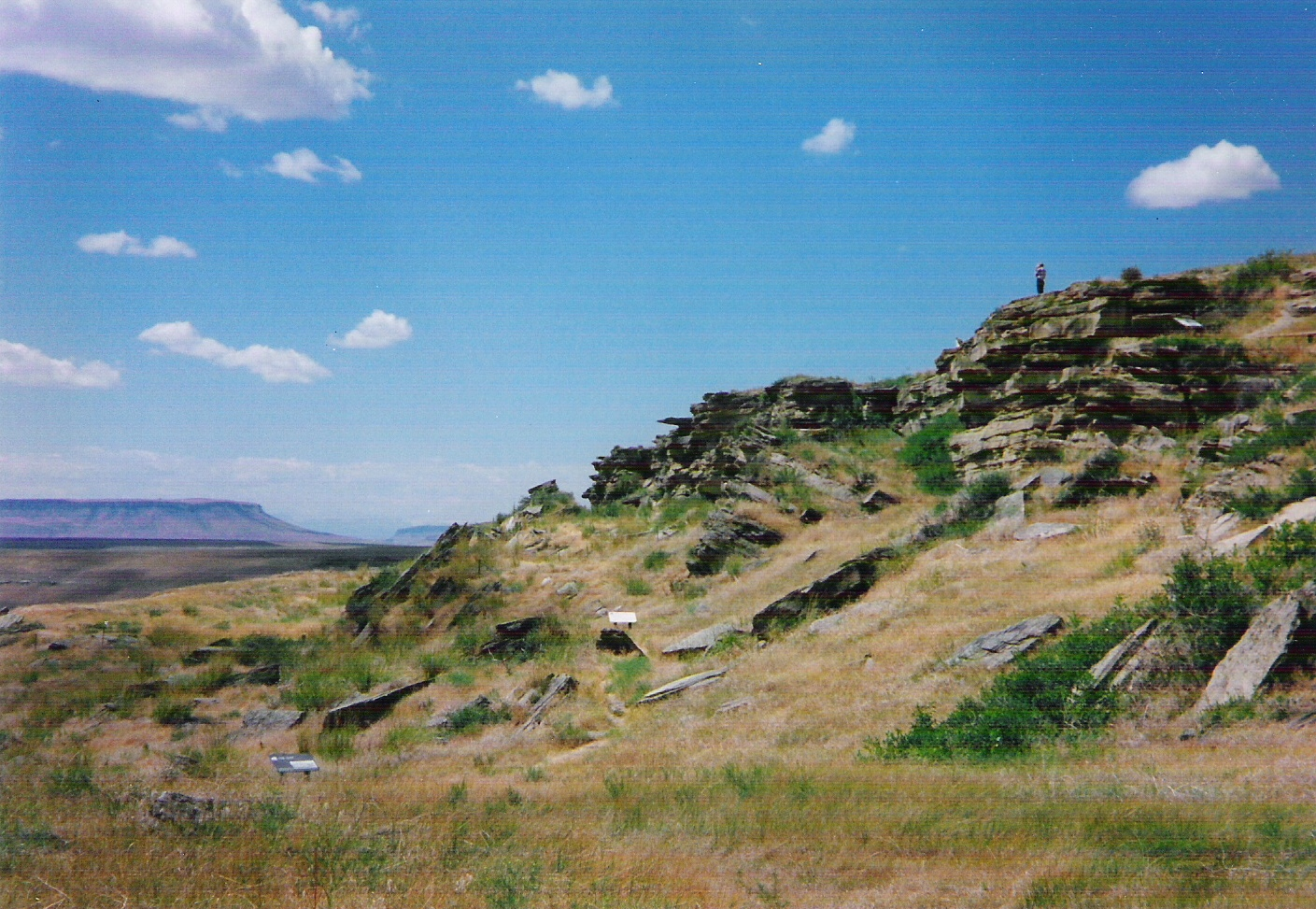
"Buffalo jump", perto de Ulm, Montana, anteriormente chamado de Ulm Pishkun, agora chamado de "First People's Buffalo Jump". Os "Blackfoot" dirigiam bisões para penhascos no outono para garantir o suprimento de inverno. Os animais não mortos na queda eram presos e mortos em um curral ao pé dos penhascos. Os Blackfoot usavam Pishkun até a década de 1850.

Castaneda viu mulheres indianas massacrando bisões com uma pederneira fixada em uma vara curta. Ele admirou a rapidez com que concluíram a tarefa. O sangue para beber era colocado em vísceras esvaziadas, que eram carregadas ao redor do pescoço.
Um historiador índio Crow relatou várias maneiras de obter bisões. Com a ajuda de canções, perigos, linhas de pedras e um curandeiro apontando para a linha com um par de quartos traseiros nas mãos, os Crows empurraram muitos bisões para o alto de um penhasco. Uma campanha bem-sucedida pode render 700 animais. Durante o inverno, o acampamento do Chefe Um Coração manobraria o jogo em gelo liso, onde era mais fácil matar com armas de caça.
Henry Kelsey descreveu uma caçada nas planícies do norte em 1691. Primeiro, os índios cercaram um rebanho. Em seguida, eles "se reuniam em uma bússola menor, mantendo a besta ainda no meio". Os caçadores mataram o máximo que puderam antes que os animais quebrassem o anel humano.
Na época dos cachorros, as mulheres de um acampamento Blackfoot faziam uma cerca curva de travois amarrada com a frente para cima. Os corredores dirigiam o animal em direção ao recinto, onde os caçadores esperavam com lanças, bem como arcos e flechas.
Os Hidatsa perto do rio Missouri confinavam o búfalo no gelo mais fraco no final do inverno. Quando o gelo quebrava, a corrente levou os animais para baixo do gelo mais espesso. As pessoas puxaram os animais afogados para a praia, quando eles emergiram rio abaixo. Embora não seja caçado em sentido estrito, o vizinho Mandan prendeu bisões, afogados por acaso, quando o gelo quebrou. Um comerciante observou os jovens "na deriva do gelo saltando de peça em peça, muitas vezes caindo entre, mergulhando, disparando para outro lugar e se protegendo em flocos muito escorregadios" antes de trazerem as carcaças para a terra.

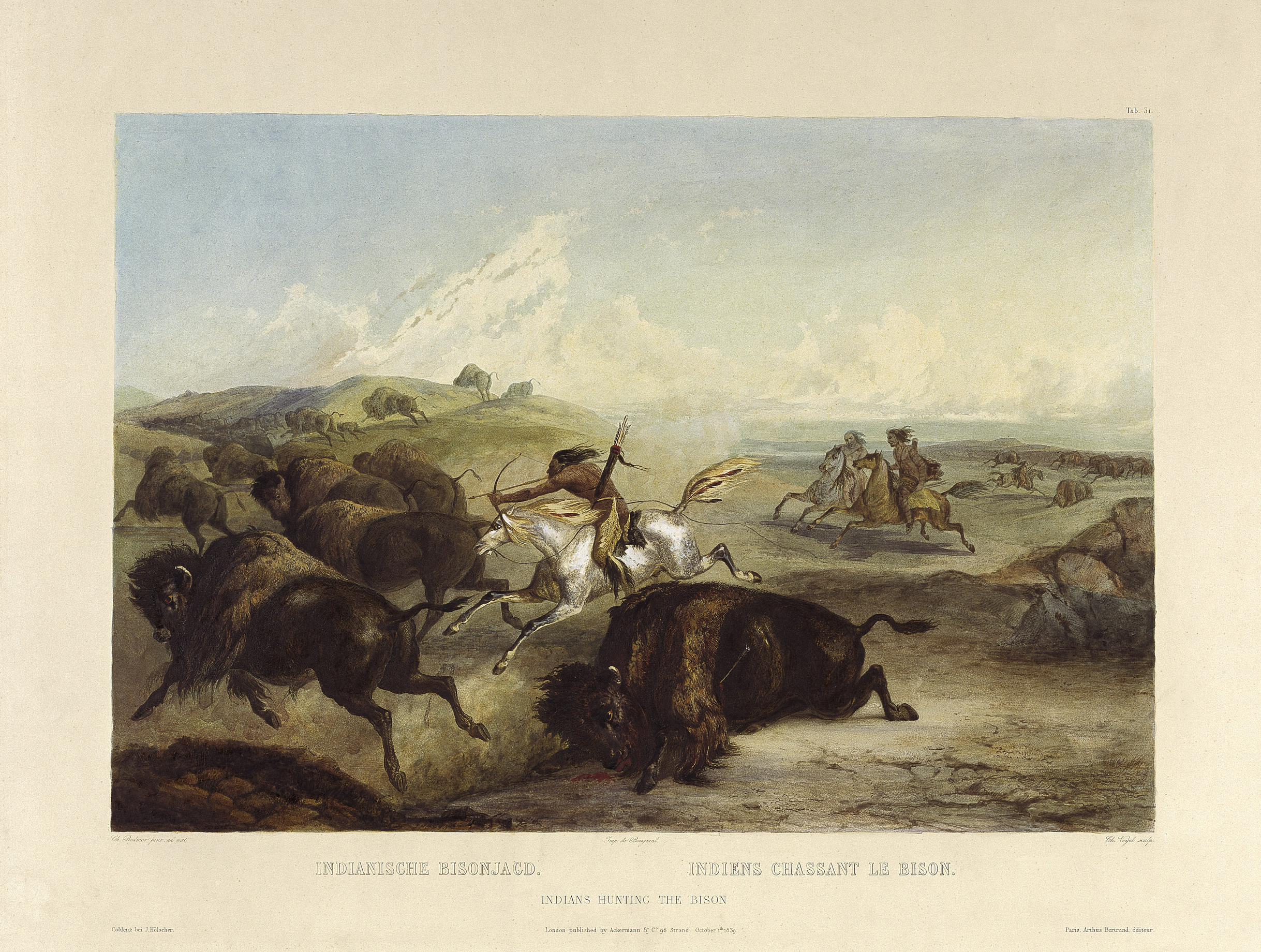
Ilustração "Indians hunting the bison" por Karl Bodmer

A religião também desempenhou um grande papel na caça ao bisão dos índios americanos. Os índios das planícies geralmente acreditavam que caças bem-sucedidas exigiam certos rituais. A tribo Omaha teve que se aproximar de um rebanho em quatro patas. A cada parada, os chefes e o líder da caça se sentavam, fumavam e ofereciam orações pelo sucesso. Os Pawnee realizavam a purificação da Grande Lavagem Cerimônia antes de cada caçada tribal de verão para evitar assustar o bisão. Para os índios das planícies, o búfalo era um dos animais mais sagrados, e eles se sentiam obrigados a tratá-los com respeito verbal. Quando estavam prestes a matar um búfalo, eles ofereciam uma prece. As falhas na caçada costumavam ser atribuídas a rituais mal executados. Cada animal produzia de 200 a 400 libras de carne, então o abate de 50 animais produzia muito mais comida do que poderia ser ingerida pelo bando, um desperdício frequentemente comentado por observadores europeus e americanos. Às vezes, um rebanho era morto apenas para obter iguarias como as línguas cheias de gordura. Os bisões que escapavam da armadilha eram caçados e mortos, pois se temia que eles "avisassem" outros bisões.